# Vakeró
Manuel Varet Marte (San Pedro de Macorís, República Dominicana, 21 de julio de 1979), conocido por su nombre artístico «Vakeró», es un cantante dominicano. Ha recibido varios galardones, entre ellos, varios premios Soberano (denominados hasta septiembre de 2012 como Premios Casandra) entre 2010 y 2014.
Su fortuna se estima por encima de los 200.000 US$ tras su gran éxito “Tu Pai” muy conocida y reproducida en varias plataformas digitales tras su aparición en él videojuego de fútbol Pro Evolution Soccer 2013

## Carrera artística
Hijo de un sastre, Varet nació en el seno de una familia humilde. Desde temprana edad fue influenciado en el amor por la música por su padre. Varet destaca como influencia la música del cantante puertorriqueño Héctor Lavoe.
Vakeró se ha dado a conocer con este nombre artístico tan poco convencional. Desde temprana edad se inclinó por la música, de hecho con solo 16 años se animó a formar parte de un grupo denominado “One Play”, con el que estuvo junto al rapero Wilking, por alrededor de dos años.
Este fue apenas el primer peldaño que subió, de allí pasó a otra agrupación que se inclinaba hacia el género del rap “Perfecto Clan, La Banda Sonora”, banda urbana que le permitió desarrollar su verdadera pasión, destacándose con un estilo único y letras muy particular.
Vakeró con esta experiencia y la inquietud de probar suerte por su cuenta, lanzó primer proyecto musical como solista en el 2005 , denominado Adelante y Pico, de la que se desprendió el tema “Se partió el lápiz”, la cual hace referencia al cantante urbano “El Lápiz Consciente” y la que lo internacionalizó.
En 2007, llegó su segundo álbum donde colaboró con Arcángel y Néstor Ortega para la remezcla de la canción «Me siento solo», originalmente de Santiago Matías.
En 2010 participó en el reality show "La Finca".
En enero del 2020 en plena pandemia, lanzó su sencillo "Tu cojea", que lo posicionó como uno de los más escuchados en el gusto popular.

## Vida personal
En 2007, conoció por Internet a Martha Heredia, quien en 2009 ganaría el concurso Latin American Idol; a finales de 2010 ambos grabaron el sencillo Te quiero y contrajeron matrimonio. En enero de 2013, Heredia interpuso una acusación de violencia doméstica en su contra; a Varet le fue impuesta una medida de coerción de tres meses en prisión, pero luego fue liberado debido a que Heredia fue apresada por narcotráfico cuando intentaba viajar a Estados Unidos con heroína. Se divorciaron a inicios de 2014 aduciendo «incompatibilidad de caracteres». En abril de 2014 fue hallado culpable y condenado a un año de prisión pero su pena fue suspendida. En 2020, publicó una foto donde se les ve juntos.
Vakeró es seguidor del movimiento Rastafari.
27 de diciembre de 2022 anunció su undécimo hijo con su actual pareja.

## Discografía

### Álbumes de estudio
- Adelante y Pico (2005)
- Pa Ke Te Mate (2007)
- Manuel (2008)
- Yo (2013)
- Mutacion (2018)
- El Chulo Del 23 (2019)
- Casa Nostra (2020)
- Mama Ika (2022)

### Sencillos
- Hablame de dinero
- Que mujer tan chula
- Mariposa
- Tu Pai
- Llega'n lo' que saben (Ft Lapiz Conciente)
- Tu cojea
- SPM